# Оркестр Словенської філармонії
Симфонічний оркестр Словенської філармонії (словен. Simfonični orkester Slovenske filharmonije) — словенський симфонічний оркестр, що базується в Любляні.

## Історія
Перша спроба створення в Любляні постійно діючого симфонічного оркестру була зроблена в 1908 році. 
Оркестр проіснував близько п'яти років під керівництвом молодого і амбітного чеського диригента Вацлава Таліха, надалі однією з центральних фігур чеської музики міжвоєнної доби. 
Перший концерт відбувся 8 листопада 1908 року. Перша світова війна, а потім кардинальні зміни на політичній мапі Європи поклали кінець цій ініціативі.
У міжвоєнні роки було зроблено кілька спроб відродити оркестр в Любляні. Найбільш успішна відноситься до 1934 року, коли був створений Люблінський філармонічний оркестр. Серед солістів-гастролерів, які виступали в його супроводі в 1930-ті, були Альфред Корто, Гаспар Кассадо, Робер Соетан, Артур Рубінштейн, Микита Магалофф, Панчо Владіґеров та інші помітні музиканти. Однак з початком Другої світової війни і цей колектив припинив існування.
У 1947 році нарешті був створений нинішній Словенський філармонічний оркестр. До його складу влилася значна частина Трієстського філармонічного оркестру.

## Художні керівники
- Мар'ян Козина (1947 — 1950)
- Люціян Марія Шкерьянц (1950 — 1956)
- Маріян Ліповшек (1956 — 1964)
- Циріл Цветко (1965 — 1969)
- Даріян Божич (1970 — 1974; головний диригент Оскар Данон)
- Мар'ян Габріельчич (1975 — 1979)
- Іво Петрич (1979 — 1996; головний диригент Урош Лайовіц, 1978 — 1991)
- Марко Летонья (1996 — 2002)
- головний диригент Джордж Пехліванян (2005 — 2008)
- головний диригент Еммануель Війоме (2008 — 2013)
- головний диригент Кері-Лінн Вілсон (з 2013)